# Hamrit
Hamrit (tiếng Ả Rập: حمريت) là một ngôi làng của Syria ở huyện Qatana thuộc tỉnh Rif Dimashq. Theo Cục Thống kê Trung ương Syria (CBS), Hamrit có dân số 737 người trong cuộc điều tra dân số năm 2004.